# Sant Jan lo Centenièr
Sant Joan lo Centenièr (en francès Saint-Jean-le-Centenier) és un municipi francès situat al departament de l'Ardecha i a la regió d'Alvèrnia-Roine-Alps. L'any 2007 tenia 635 habitants.

## Demografia

### Població
El 2007 la població de fet de Saint-Jean-le-Centenier era de 635 persones. Hi havia 257 famílies de les quals 71 eren unipersonals (16 homes vivint sols i 55 dones vivint soles), 71 parelles sense fills, 79 parelles amb fills i 36 famílies monoparentals amb fills.
La població ha evolucionat segons el següent gràfic:
Habitants censats

### Habitatges
El 2007 hi havia 354 habitatges, 264 eren l'habitatge principal de la família, 59 eren segones residències i 30 estaven desocupats. 295 eren cases i 57 eren apartaments. Dels 264 habitatges principals, 161 estaven ocupats pels seus propietaris, 97 estaven llogats i ocupats pels llogaters i 7 estaven cedits a títol gratuït; 3 tenien una cambra, 12 en tenien dues, 43 en tenien tres, 101 en tenien quatre i 106 en tenien cinc o més. 200 habitatges disposaven pel capbaix d'una plaça de pàrquing. A 111 habitatges hi havia un automòbil i a 125 n'hi havia dos o més.

### Piràmide de població
La piràmide de població per edats i sexe el 2009 era:
| Homes | Edats   | Dones |
| ----- | ------- | ----- |
| 0     | 95 o +  | 0     |
| 4     | 90 a 94 | 0     |
| 0     | 85 a 89 | 8     |
| 8     | 80 a 84 | 0     |
| 12    | 75 a 79 | 20    |
| 24    | 70 a 74 | 20    |
| 8     | 65 a 69 | 4     |
| 4     | 60 a 64 | 16    |
| 20    | 55 a 59 | 12    |
| 8     | 50 a 54 | 12    |
| 20    | 45 a 49 | 16    |
| 16    | 40 a 44 | 24    |
| 28    | 35 a 39 | 20    |
| 28    | 30 a 34 | 40    |
| 16    | 25 a 29 | 28    |
| 20    | 20 a 24 | 8     |
| 24    | 15 a 19 | 8     |
| 4     | 10 a 14 | 16    |
| 20    | 5 a 9   | 12    |
| 8     | 0 a 4   | 20    |

## Economia
El 2007 la població en edat de treballar era de 385 persones, 275 eren actives i 110 eren inactives. De les 275 persones actives 239 estaven ocupades (125 homes i 114 dones) i 36 estaven aturades (16 homes i 20 dones). De les 110 persones inactives 33 estaven jubilades, 35 estaven estudiant i 42 estaven classificades com a «altres inactius».

### Ingressos
El 2009 a Saint-Jean-le-Centenier hi havia 265 unitats fiscals que integraven 644 persones, la mediana anual d'ingressos fiscals per persona era de 15.000 €.

### Activitats econòmiques
Dels 26 establiments que hi havia el 2007, 2 eren d'empreses extractives, 4 d'empreses de fabricació d'altres productes industrials, 3 d'empreses de construcció, 6 d'empreses de comerç i reparació d'automòbils, 5 d'empreses d'hostatgeria i restauració, 1 d'una empresa financera, 1 d'una empresa immobiliària, 1 d'una empresa de serveis, 2 d'entitats de l'administració pública i 1 d'una empresa classificada com a «altres activitats de serveis».
Dels 6 establiments de servei als particulars que hi havia el 2009, 1 era un taller de reparació d'automòbils i de material agrícola, 1 paleta, 1 fusteria, 1 restaurant, 1 agència immobiliària i 1 saló de bellesa.
L'únic establiment comercial que hi havia el 2009 era una botiga de menys de 120 m².
L'any 2000 a Saint-Jean-le-Centenier hi havia 25 explotacions agrícoles que ocupaven un total de 975 hectàrees.

## Equipaments sanitaris i escolars
El 2009 hi havia una escola elemental.

## Poblacions més properes
El següent diagrama mostra les poblacions més properes.